# Mona Oren
Pour les articles homonymes, voir Oren.
Mona Oren, née le 16 novembre 1975, est une artiste plasticienne franco-israélienne. Elle vit et travaille à Paris depuis 1996.
Elle est lauréate du prix Liliane Bettencourt pour l’intelligence de la main, décerné par la Fondation Bettencourt Schueller en 2018. Elle est également lauréate 2025 de la Villa Kujoyama, avec le soutien de l’Institut français, de l’Institut français du Japon et de la Fondation Bettencourt Schueller.

## Biographie
Mona Oren étudie à l’École Nationale Supérieure des Beaux-arts de Paris. Elle est diplômée en 2002.
En 2006, elle participe à une résidence d'artiste sous l'égide de l'UNESCO aux Beaux-Arts de l’université de Chiang-Mai, en Thaïlande.
En 2018, elle est lauréate du prix Liliane Bettencourt pour l’Intelligence de la Main, décerné par la Fondation Bettencourt Schueller.
De 2017 à 2020, elle enseigne la sculpture aux Ateliers Terre & Feu à Paris.
En 2019, elle est pensionnaire de la Villa Médicis pour une résidence de recherche.
En 2020, elle obtient une bourse de la Fondation Rémy Cointreau. Elle devient membre du jury du Prix Liliane Bettencourt pour l’Intelligence de la Main.
En 2021, elle est finaliste au concours Talents Contemporains de la Fondation François Schneider.
En 2022, Mona Oren remporte le Prix Taylor au Salon Comparaisons, au Grand Palais Éphémère.
La même année, elle est invitée pour une résidence d'un mois à la Villa Kujoyama, où elle débute ses explorations autour de la cire japonaise Hazé.
En 2024, Mona Oren est sélectionnée pour exposer à la Biennale Homo Faber : The Journey of Lise, à Venise.
En 2023 et en 2024, Mona Oren collabore avec Anne-Sophie Pic pour créer des oeuvres en cire pour ses restaurants : La Dame de Pic Paris, et Pic au Beau-Rivage Palace à Lausanne.
Mona Oren est lauréate 2025 de la Villa Kujoyama avec le soutien de l’Institut français, de l’Institut français du Japon et de la Fondation Bettencourt Schueller. Elle y effectuera une résidence de cinq mois pour approfondir ses recherches autour de la cire japonaise Hazé et du papier Washi.

## Travail artistique
Depuis 20 ans, Mona Oren crée une œuvre protéiforme, qui convoque le dessin, la photographie, la vidéo et l’installation, et dont le centre de gravité reste la sculpture. Son travail se déploie autour d'une matière de prédilection : la cire blanche, pour laquelle l’artiste a développé une expertise unique du moulage et de l'empreinte. Si la nature et le monde végétal étaient à l'origine la source d'inspiration de son œuvre, elle s'oriente aujourd'hui dans une direction plus abstraite, interrogeant son histoire personnelle.
Le travail de Mona Oren a fait l'objet de nombreuses expositions dans des musées et des galeries, en France comme à l'international. Une exposition monographique a eu lieu à la Fondation Espace Ecureuil pour l'Art Contemporain, à Toulouse en 2021.

## Expositions

### Expositions personnelles
- 2023 : Galerie Armel Soyer, Megève, France
- 2023 : Naître et fleurir, Galerie Michèle Hayem, Paris, France
- 2021 : Life Time, Fondation Espace Écureuil pour l'Art Contemporain, Toulouse, France
- 2020 : Wax Tulip Mania, performance, Cité Fertile, Pantin, France
- 2020 : Wax Tulip Mania, performance-lancement, chez Vee, Paris, France
- 2018 : PopUp BlowUp, Vee Hair, Paris, France
- 2017 : Le Chou chez Sauvage, Paris, France
- 2016 : Cycle, Tallowin Edition Project, Londres, Angleterre
- 2015 : Or Blanc, La Maison Guerlain, 68 Avenue des Champs Élysées, Paris, France
- 2015 : MUR MUR, galerie L’Oeil du Vingtième, Paris, France
- 2015 : Living Surface, galerie L’Oeil du Vingtième, Paris, France
- 2014 : Monamour, performance au Musée Paul Dupuy, Toulouse, France
- 2011 : Lamps, Chairs and White, agence Gallois Montbrun et Fabiani, Paris, France
- 2009 : Metamorphosis, Oranim Gallery, Israël
- 2007 : Paradiso, Janco Dada Museum, Ein Hod, Israël
- 2007 : Purification, Chiang-Mai University Art Museum, Thaïlande
- 2005 : The Kissing Room, Noga Gallery (Project Room), Tel-Aviv, Israël

### Expositions collectives
- 2024 : Yuki II, en exposition permanente à l'Institut Français de Paris
- 2024 : Maison & Objet Design Factory, Hong Kong
- 2024 : Germanopratin, le Salon parisien, Paris, France
- 2024 : Biennale Homo Faber : The Journey of Life, Venise, Italie
- 2024 : Vibrations, Galerie Armel Soyer, Saint-Tropez, France
- 2023 : Flesh can't can't not't 'tis flesh h, spectacle de danse de Mario Barrantes Espinoza, Bruxelles, Belgique
- 2023 : Yuki, Kinugawa, Megève, France[13]
- 2023 : Horizons Olfactifs, Fondation Espace Écureuil pour l'Art Contemporain, Toulouse, France
- 2022 : Tant qu’il y aura des fleurs..., Collégiale Saint-Pierre-le-Puellier, Orléans, France
- 2022 : Salon Comparaisons 2022, Grand Palais Éphémère, Paris, France
- 2021 : Le printemps dans tous ces états !, Collection privée, Genève, Suisse
- 2021 : De la Tulipe à la Crypto Marguerite, L’Avant galerie Vossen, Paris, France
- 2019 : L’esprit commence et finit au bout des doigts, Palais de Tokyo, Paris, France[14]
- 2019 : MVN&I showroom and gallery exhibition, Tilbourg, Pays-Bas
- 2018 : Francophilia, Beit Romano, Tel-Aviv, Israël, commissariat : Musée d’Art de Tel-Aviv
- 2018 : Mitachat Lapanas, festival d’Art, Givat Haviva, Israël
- 2018 : Je(ux) est un autre, Musée français de la Carte à Jouer, Issy-les-Moulineaux, France
- 2017 : Hyper Nature, galerie des Ateliers de Paris, Paris, France
- 2017 : Black Incarnation, Espace Écureuil pour l’Art Contemporain, Toulouse, France
- 2016 : L’Empreinte du Geste, Musée des Arts Décoratifs, Paris, France
- 2016 : Speak to me with flowers, Apter-Barrer Art Gallery, Ma’alot-Tarshicha, Israël
- 2015 : Exposition collective, galerie L’Oeil du Vingtième, Paris, France
- 2014 : Biennale Passage(s), Le Rouge, Musée Paul Dupuy, Toulouse, France
- 2012 : Le Monde comme il bouge, La Brasserie, Centre d’Art Contemporain, Nord-Pas-de-Calais, France
- 2012 : v.o.i.d., avec Helen Michaelsen et Ellis Hutch, Canberra Contemporary Art Space, Australie
- 2011 : ComPeung Revisited, Chiang Mai City Arts & Cultural Center, Thaïlande
- 2010 : The Cake, Gallois Montbrun & Fabiani, Paris, France
- 2009 : Unveiling Ceremony, video screening & performance, Screen on Baker St., Londres, Angleterre
- 2008 : Bagus Hati, Cullity Gallery, The University of Western Australia, Perth, Australie
- 2008 : International Festival of the Environmental Image, Paris, France
- 2008 : Vidéo Salon 3, Galerija 10m2, Sarajevo, Bosnie
- 2007 : Les Ateliers d’été, L’Atelier c/o Galerie Jean Brolly, Paris, France
- 2007 : La Biennale d’Issy les Moulineaux, Issy-les-Moulineaux, France
- 2007 : Meeting Point, avec Sudsiri Pui-Ock, PSG Gallery, Silpakorn University, Bangkok, Thaïlande
- 2007 : Perach Atsitz, Petach-Tikva Museum, Israël
- 2004 : Rose C’est la Vie, Tel Aviv Museum, Israël
- 2002 : In all Manners, L’Académie des Beaux-Arts, Paris, France
- 2002 : White, Paris Project Room, Paris, France
- 1999 : Face and Expressions, Contemporary Aspects, Galerie de l’Ecole Nationale Supérieure des Beaux Arts, Paris, France

## Enseignement et conférences

### Enseignement
- 2017-2019 : Cours de sculpture aux Ateliers Terre & Feu, Paris, France
- 2018 : Atelier de sculpture sur cire à l’École d’Art Thelma Yellin, Israël
- 2015 : Atelier From object to space, École Supérieure d’Art et de Design d'Orléans, France
- 2012 : Design 3D, semestre d'été au Paris College of Art, France
- 2012 : Atelier Materials, forms and space, École Supérieure d’Art et de Design d'Orléans, France
- 2004-2006 : Cours de dessin et de peinture, Maryse Eloy, Paris, France
- 2003-2006 : Cours de photographie à Mod'Art International, Paris, France

### Conférences
- 2018 : École nationale supérieure des Beaux-Arts, Paris, France
- 2018 : Institut français de la mode, Paris, France
- 2016 : Maison & Objet, Paris, France
- 2011 : Polytechnic West, Section Multimedia, Perth, Australie
- 2009 : Oranim Academic College of Education, Kiryat Tivon, Israël
- 2008 : Ort Hermelin College of Engineering, Natanya, Israël
- 2008 : Thelma Yellin High School of the Arts, Givatayim, Israël
- 2007 : Maryse Eloy, School of Arts and Design, Paris, France
- 2007 : Beaux-Arts de l’université de Chiang-Mai, Thaïlande